# Bassa Birmania

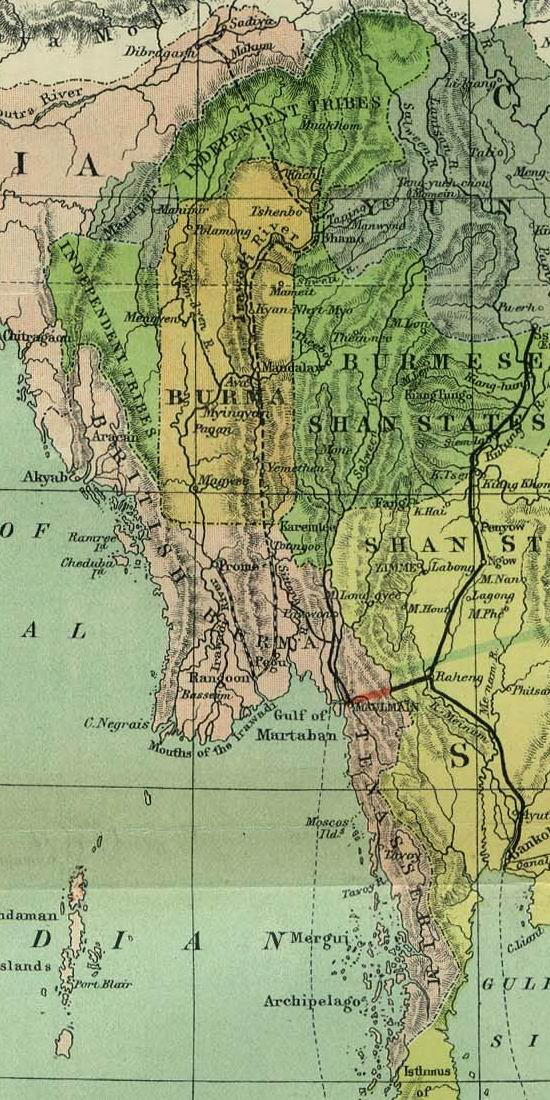
La Bassa Birmania in rosa, opposto all'Alta Birmania in arancione.

La Bassa Birmania (storicamente anche Basso Burma; in inglese: Lower Myanmar o Lower Burma) è una regione geografica della Birmania ed include l'area del delta del fiume Irrawaddy (con le regioni di Ayeyarwady, Bago e Yangon), come le regioni costiere degli stati di Rakhine e Mon oltre alla regione di Tanintharyi).
In lingua birmana, le persone originarie dell'Alta Birmania erano dette a-htet-tha per gli uomini e a-hiet-lhu per le donne, mentre quelli che provenivano dalla Bassa Birmania erano detti auk tha per gli uomini e auk thu per le donne.
Storicamente, la Bassa Birmania era ritenuto parte della Birmania annessa all'Impero britannico dopo la fine della seconda guerra anglo-birmana nel 1852, oltre all'ex regno di Arakan ed al territorio di Tenasserim che gli inglesi avevano ottenuto nel 1826 col trattato di Yandabo. La Bassa Birmania era incentrato su Rangoon, e composto dalle moderne coste del Burma, nonché dal bacino meridionale del fiume Irrawaddy che includeva anche Prome. Sino all'inizio del XIX secolo, la Bassa Birmania era popolato prevalentemente da popolazioni Mon e Karen.